# Horns församling, Linköpings stift

Horn församling vapen

Horns församling är en församling i Linköpings stift inom Svenska kyrkan. Församlingen ingår i Kinda pastorat och ligger i Kinda kommun i Östergötlands län.
Församlingskyrka är Horns kyrka.

## Administrativ historik
Församlingen har medeltida ursprung.
Församlingen var till 2009 moderförsamling i pastoratet Horn och Hycklinge. Församlingen ingår sedan 2009 i Kinda pastorat.

## Kyrkoherdar
Kyrkoherdar i Horns församling.
| Ämbetstid | Namn                                   | Levnadstid | Övrigt                          |
| --------- | -------------------------------------- | ---------- | ------------------------------- |
| 1384      | Nicolaus Haraldi                       |            |                                 |
| 1407      | Olaff                                  |            |                                 |
| 1515-1526 | Petrus Joannis                         | -1526      |                                 |
| 1527-1539 | Olavus Smaltze                         | -1539      |                                 |
| 1554-1561 | Olavus Spinke                          | -1561      |                                 |
| 1563-1578 | Olavus Klase                           | -1578      |                                 |
| 1580-1591 | Olavus Andreae Buller (Boreapolitanus) | -1591      |                                 |
| 1592      | Laurentius Erici                       | -1592      |                                 |
| 1593-1639 | Olavus Clarevallensis                  | 1560-1639  | Kontraktsprost och riksdagsman. |
| 1641-1655 | Jonas Planander                        | -1655      |                                 |
| 1656-1681 | Esbernus Cornejus                      | 1607-1681  |                                 |
| 1683-1714 | Johannes Lithmang                      | 1645-1714  | Kontraktsprost.                 |
| 1715-1733 | Daniel Krämer                          | 1673-1733  | Kontraktsprost.                 |
| 1734-1769 | Anders Schörling                       | 1690-1769  | Kontraktsprost.                 |
| 1772-1782 | Henrik Sturlin                         | 1716-1782  |                                 |
| 1783-1817 | Zacharias Juringius                    | 1741–1817  |                                 |
| 1817-1839 | Pehr Hylin                             | 1764-1839  |                                 |
| 1840-1864 | Samuel Gustaf Örtengren                | 1792-1864  |                                 |
| 1864-1873 | Samuel Åkerholm                        | 1801-1873  |                                 |
| 1873-1893 | Samuel Clemens Siegbahn                | 1812-1893  |                                 |
| 1894-1908 | Johan Fredrik Edrén                    | 1843-1908  |                                 |
| 1908-1925 | Carl Magni                             | 1854-1929  |                                 |
| 1936–1964 | Folke Östling                          | 1902–1984  |                                 |
| 1968–1972 | Thorsten Mejerfalk                     | 1918–      |                                 |
| 1983–2006 | Hans Merseburg                         | 1947–      | [ 7 ]                           |

## Klockare och organister
| Ämbetstid | Namn                    | Levnadstid   | Kommentarer                       |
| --------- | ----------------------- | ------------ | --------------------------------- |
| 1752-1756 | Per                     |              | Organist och klockare             |
| 1757-1810 | Magnus Wistrand         | 1733-ca 1815 | Organist och klockare             |
| 1811-1819 | Hindrik Magnus Wistrand | 1785-        | Organist och klockare             |
| 1851-1861 | Knut Victor Fahlstedt   | 1826-1872    | Organist, klockare och skollärare |
| 1861-1895 | Anders Peter Lindvall   | 1833-        | Organist, klockare och skollärare |

### Klockare
| Ämbetstid       | Namn           | Levnadstid | Kommentarer |
| --------------- | -------------- | ---------- | ----------- |
| 1688-1689, 1691 | Per            |            | Klockare    |
| 1704-1707       | Sven Öfring    |            | Klockare    |
| 1709-1714       | Johan Videlius |            | Klockare    |
| 1715-1716       | Johan          |            | Klockare    |
| 1722-1737       | Johan Swensson |            | Klockare    |
| 1739-1742       | Magnus         |            | Klockare    |
| 1743-1746       | Sven           |            | Klockare    |
| 1747            | Petter         |            | Klockare    |
| 1748-1751       | Per            |            | Klockare    |

### Organister
| Ämbetstid | Namn | Levnadstid | Kommentarer |
| --------- | ---- | ---------- | ----------- |
| 1739-1746 | Sven |            | Organist    |
| 1749-1751 | Swen |            | Organist    |